# Ровинский, Павел Аполлонович
Па́вел Аполло́нович Ровинский (1831—1916) — русский историк-славист, этнограф и публицист.

## Биография
Из дворян Саратовской губернии. Отец Аполлон Иванович (1792-?), майор, участник войны 1812 года, помещик. В 1848 году окончил Саратовскую гимназию, где учился вместе с А. Н. Пыпиным (с которым дружил всю жизнь) и Д. Л. Мордовцевым. Через Пыпина познакомился (предположительно в 1844 году) с Н. Г. Чернышевским, оказавшим на него значительное влияние. В 1848 году поступил своекоштным студентом историко-филологический факультет Казанского университета, который окончил (1852) с золотой медалью и степенью кандидата. Преподавал в университете теорию прозы, вёл практические упражнения в слоге (среди учеников — П. Д. Боборыкин). За диссертацию «Древний период русского языка» получил степень магистра (1856).
В октябре 1856 года ушёл из университета по семейным обстоятельствам и покинул Казань. 
В 1860 году Ровинский поехал в славянские земли; в 1861 году был арестован австрийской полицией в Моравии, по подозрению в опасной для Австрии агитации, и после 10-дневного заключения выслан на русскую границу.
В 1862 году готовился занять кафедру в Казанском университете, был рекомендован учебным округом в зарубежную научную командировку на два года, но
после рапорта казанского губернатора о политической неблагонадёжности Ровинского ему был воспрещён выезд за границу и его педагогическая и научная карьера оборвалась. В 1862—1863 годах — активный участник «Земли и воли».
В 1867 году Ровинский, в качестве корреспондента «СПб. Ведомостей» (под ред. В. Ф. Корша), посетил сербские земли Австрии, а также Славонию и Хорватию, Крайну и Хорутанию, долго жил в Сербии.
В 1870 году Ровинский отправился в Сибирь, для изучения русского типа на далёкой восточной окраине, и совершил из Иркутска несколько экскурсий, между прочим — в Китай (новой дорогой, через Долон-Нор и Маньчжурию). Около 1,5 лет прожил в Тункинской долине (Тунка, Зактуй). В 1873—1877 годах, состоял директором земледельческой колонии и приюта для малолетних преступников близ Петербурга.
В 1878 году Ровинский отправился, в качестве корреспондента «Нового Времени», в Боснию и Герцеговину и прожил там около ½ года. В апреле 1879 года ему предложено было местной полицией, по приказанию из Вены, оставить Сараево и вообще эти места.
В мае 1879 го Ровинский прибыл в Черногорию, где с 1886 года состоит нештатным драгоманом русской миссии.

## Сочинения
Крупнейший труд Ровинского — «Черногория в её прошлом и настоящем» (1888—1915), печатаемый в «Сборнике Императорской Академии Наук». Из появившихся отделов его, обнимающих географию, историю и этнографию Черногории.
Большая научная подготовка, наблюдательность, необыкновенное уменье сходиться с народом — создают в лице Ровинского превосходного исследователя-этнографа. Эти черты придают особую ценность и его этнологическим исследованиям в Сибири, появившимся в «Известиях Сибирского Отдела Русского Географического Общ.» за 1870-72 гг. Во многих подробностях замечания Ровинского о свойствах русского населения Сибири сходятся с воззрениями Щапова, но общий вывод его менее суров: в сибирском характере Ровинский находил черты, способные к здоровому развитию, при условиях лучшего управления и распространения образования. Особенно важны почти единственные в своем роде исследования Ровинский о русско-сибирском наречии (в тех же «Известиях» за 1873 год), которое, по его замечанию, чем дальше на восток, тем больше испещряется чужими примесями. Ровинский старался определить особенности этого наречия в звуках, ударениях, словообразовании, управлении слов, наконец, в словаре, и наметить исторические условия, при которых образовались странные формы, нередко поражающие в сибирском наречии.
Наиболее выдающиеся труды Ровинского:
- «Два месяца в Сербии» («Вестник Европы», 1868 г., № 11),
- «Главные моменты в истории чешского народа» («Современное Обозрение», 1868, № 1, 2 и 3),
- «Чехи в 1848 г. и 1849 г.» («Вестник Европы», 1870, № 1 и 2),
- «Белград, его устройство и общественная жизнь» («Вестник Европы», № 5),
- «Замечания и словарь сибирского наречия» («Известия Сибирского Отдела Русского Географического Общества», 1873)
- «Мои странствования по Монголии» («Вестник Европы», 1874, № 7),
- «Очерки восточной Сибири» («Древняя и Новая Россия», 1875),
- «Воспоминания из путешествия по Сербии в 1867 г.» («Вестник Европы», 1875, № 11 и 12),
- «Сербская Морава. Воспоминания из путешествия по Сербии» («Вестник Европы», 1876, № 4),
- «Негуши» (Русская мысль, 1881. — Кн. 1. — С. 365—390.),
- «Материалы для истории богумилов в сербских землях» («Журнал Мин. Народного Просвещения», 1882, № 3),
- «В новых владениях Черногории. (Очерки из путешествия)» (Русская мысль, 1883. — Кн. 7. — С. 161—217.) Архивная копия от 27 декабря 2013 на Wayback Machine,
- «Черногорец и Черногорка» («Журнал Мин. Народного Просвещения», 1884, № 8),
- «Отношения между Россией и Черногорией при владыках» («Журнал Мин. Народного Просвещения», 1885, № 6),
- «Мировоззрение черногорского народа» («Известия Русского Географического Общ.», т. XXII и XXIII, СПб., 1887),
- «Умиренье крови в Грбле, в южно-адриатическом приморье 27 августа 1890 г.» («Живая Старина», 1890, вып. II),
- «Петр II (Раде) Петрович Негош, владыка черногорский, 1830—1851 гг.» (СПб., 1889).